# Bogomil Cove
Die Bogomil Cove (englisch; bulgarisch залив Богомил saliw Bogomil) ist eine 0,97 km breite und 0,77 km lange Bucht an der Westküste von Rugged Island im Archipel der Südlichen Shetlandinseln. Sie liegt nördlich des Kokalyane Point und südlich des Ugain Point.
Britische Wissenschaftler kartierten sie 1968, spanische 1992 und bulgarische 2005 sowie 2009. Die bulgarische Kommission für Antarktische Geographische Namen benannte sie 2006 nach der im 10. Jahrhundert in Bulgarien gegründeten christlichen Religionsgemeinschaft der Bogomilen.